# Економија дељења
Економија дељења је друштвено-економски систем у којем потрошачи учествују у стварању, производњи, дистрибуцији, трговини и потрошњи добара и услуга. Ови системи имају различите облике, често користе информациону технологију и интернет, посебно дигиталне платформе, како би олакшали дистрибуцију, дељење и поновну употребу вишка капацитета у роби и услугама.
Економија дељења је друштвено-економски систем у којем потрошачи учествују у стварању, производњи, дистрибуцији, трговини и потрошњи добара и услуга. Ови системи имају различите облике, често користе информациону технологију и интернет, посебно дигиталне платформе, како би олакшали дистрибуцију, дељење и поновну употребу вишка капацитета у роби и услугама.
То могу олакшати непрофитне организације, обично засноване на концепту библиотека за позајмицу књига, у којима се роба и услуге пружају бесплатно (или понекад уз скромну претплату) или комерцијални субјекти, у којима компанија пружа услуге корисницима за профит.
Ослања се на вољу корисника за дељењем и превазилажење туђе опасности.

## Порекло
Дариусз Јемиелниак и Александра Прзегалинска признају академски чланак Маркуса Фелсона и Јое Л. Спаетха „Структура заједнице и колаборативна потрошња“ објављен 1978. године који је сковао термин економија дељења.
Термин „економија дељења“ почео је да се појављује у време Светске економске кризе, омогућавајући друштвене технологије и све већи осећај хитности око глобалног раста становништва и исцрпљивања ресурса. Лоренс Лесиг је вероватно био први који је употребио термин 2008. године, иако други тврде да је порекло термина непознато.

## Дефиниција и сродни појмови
Постоји концептуална и семантичка конфузија узрокована многим аспектима дељења заснованог на Интернету што доводи до дискусија у вези са границама и обимом економије дељења и у вези са дефиницијом економије дељења.  Арун Сундарарајан је 2016. приметио да „није свестан било каквог консензуса о дефиницији економије дељења“.  Од 2015. године, према истраживању Пев Истраживачког Центра, само 27% Американаца је чуло за појам „економија дељења“. Испитаници у анкети који су чули за тај термин имали су различите ставове о томе шта он значи, при чему су многи мислили да се односи на „дељење“ у традиционалном смислу тог појма.

Термин „економија дељења“ се често користи на двосмислен начин и може да подразумева различите карактеристике. На пример, економија дељења се понекад схвата искључиво као пеер-то-пеер феномен, док је понекад уоквирена као феномен пословања са клијентима. Поред тога, економија дељења се може схватити да обухвата трансакције са трајним преносом власништва над ресурсом, као што је продаја, док се у другим случајевима, трансакције са преносом власништва сматрају изван граница економије дељења. Једна дефиниција економије дељења, развијена да интегрише постојећа схватања и дефиниције, заснована на систематском прегледу је:
„економија дељења је пеер-то-пеер модел уз помоћ ИТ за комерцијалну или некомерцијалну дељење недовољно искоришћених добара и капацитета услуга преко посредника без преноса власништва“
Феномен је дефинисан из правне перспективе као „профитна, троугласта правна структура у којој две стране (Провајдери и Корисници) склапају обавезујуће уговоре о пружању добара (делимични пренос имовинског пакета права) или услуга (оглас. Хоц или неформалне услуге) у замену за новчано плаћање преко онлајн платформе којом управља трећа страна (Оператор платформе) са активном улогом у дефинисању и развоју законских услова под којима се роба и услуге пружају." Под У овој дефиницији, „Економија дељења“ је троугласта правна структура са три различита правна актера: „1) Оператор платформе који помоћу технологије обезбеђује агрегацију и интерактивност за стварање правног окружења постављањем услова за све актере; (2) Корисник који користи робу или услугу под условима и одредбама које је одредио Оператор платформе; и (3) Провајдер који пружа робу или услугу такође поштујући одредбе и услове Оператора платформе.“
Док је термин „економија дељења“ термин који се најчешће користи, економија дељења се такође назива економија приступа, капитализам заснован на множини, економија сарадње, економија заснована на заједници, економија свирки, пеер економија, пеер-то-пеер економија. (П2П) економија, економија платформе, економија изнајмљивања и економија на захтев, повремено су неки од тих појмова дефинисани као засебне, ако повезане теме.
Појам „економије дељења“ се често сматра оксиморон и погрешним називом за стварне комерцијалне размене. Арнолд и Роуз су предложили да се погрешни израз „дељење“ замени са „заједништво“. У чланку у Харвард Бусинесс Ревиев, ауторке Гиана М. Ецкхардт и Флеура Бардхи тврде да је „економија дељења“ погрешан назив и да је исправан термин за ову активност економија приступа. Аутори кажу: "Када је 'дељење' посредовано на тржишту - када је компанија посредник између потрошача који се међусобно не познају - више уопште не дели. Уместо тога, потрошачи плаћају да би приступили туђој роби или услугама .“ У чланку се наводи да су компаније (као што је Убер) које то разумеју и чији маркетинг истиче финансијске користи за учеснике, успешне, док су компаније (као што је Лифт) чији маркетинг наглашава друштвене користи услуге мање успешно. Према речима Џорџа Рицера, овај тренд ка повећању инпута потрошача у комерцијалним разменама односи се на појам прозумпције, који као такав није нов. Јемиелниак и Прзегалинска примећују да се термин економија дељења често користи за дискусију о аспектима друштва који се не односе претежно на економију, и предлажу шири термин колаборативно друштво за такве појаве.
Неки научници су предложили термин „платформски капитализам“ као исправнији од „економије дељења“ у дискусији о активностима профитних компанија као што су Убер и Аирбнб у сектору привреде.  Компаније које покушавају да се фокусирају на правичност и дељење, уместо само профитног мотива, много су мање уобичајене, и насупрот томе су описане као платформске задруге (или кооперативистичке платформе против капиталистичких платформи). Заузврат, пројекти попут Википедије, који се ослањају на неплаћени рад волонтера, могу се класификовати као иницијативе за вршњачку продукцију засноване на заједничким добрима. Сродна димензија се односи на то да ли су корисници фокусирани на непрофитно дељење или максимизирање сопственог профита.  Дељење је модел који се прилагођава обиљу ресурса, док је капитализам профитне платформе модел који опстаје у областима где још увек постоји несташица ресурса.
Иоцхаи Бенклер, један од најранијих заговорника софтвера отвореног кода, који је проучавао трагедију заједничког добра, која се односи на идеју да када сви људи делују искључиво у нашем личном интересу, они исцрпљују заједничке ресурсе који су им потребни за сопствени квалитет лифе, је поставио да би мрежна технологија могла да ублажи овај проблем кроз оно што је он назвао 'производња вршњака заснована на заједници', концепт који је први пут артикулисан 2002. године. Бенклер је затим проширио ту анализу на „дељива добра“ у Делити лепо: о дељивим добрима и појаву дељења као модалитета економске производње, написаном 2004. године.

## Актери економије дељења
Постоји широк спектар актера који учествују у економији дељења. Ово укључује појединачне кориснике, профитна предузећа, друштвена предузећа или задруге, компаније за дигиталне платформе, локалне заједнице, непрофитна предузећа и јавни сектор или владу. Индивидуални корисници су актери ангажовани у дељењу добара и ресурса путем „пеер-то-пеер (П2П) или бизнис-то-пеер (Б2П) трансакција“. Профитна предузећа су они актери који су у потрази за профитом који купују, продају, позајмљују, изнајмљују или тргују уз коришћење дигиталних платформи као средства за сарадњу са другим актерима. Социјална предузећа или задруге су углавном „мотивисана друштвеним или еколошким разлозима“ и настоје да оснаже актере као средство истинског делeња. Дигиталне платформе су технолошке фирме које олакшавају однос између страна у трансакцији и остварују профит наплаћивањем провизија. Локалне заједнице су актери на локалном нивоу са различитим структурама и моделима дељења где већина активности није монетизована и често се спроводи у циљу даљег развоја заједнице. Непрофитна предузећа имају сврху да „унапреде мисију или сврху“ за већи циљ и то је њихова примарна мотивација која је истинско дељење ресурса. Поред тога, јавни сектор или влада могу да учествују у економији дељења „користећи јавну инфраструктуру за подршку или стварање партнерстава са другим актерима и за промовисање иновативних облика дељења“.

## Комерцијална димензија
Лизи Ричардсон је приметила да економија дељења „представља очигледан парадокс, уоквирен и као део капиталистичке економије и као алтернатива“. Може се направити разлика између бесплатног дељења, као што је право дељење, и дељења зарад профита, које се често повезује са компанијама као што су Убер, Аирбнб и ТаскРаббит.  Комерцијалне коопције. 'економије дијељења' обухвата широк спектар структура укључујући углавном профитне и, у мањој мјери, кооперативне структуре. Економија дељења обезбеђује проширени приступ производима, услугама и талентима изван индивидуалног или појединачног власништва, што се понекад назива „одбијање власништва“. Појединци активно учествују као корисници, провајдери, зајмодавци или зајмопримци у различитим шемама размене између равноправних корисника и који се развијају.
Употреба термина дељење од стране профитних компанија описана је као „злоупотреба“ и „злоупотреба“ термина, тачније, његова комодификација.  У комерцијалним применама, економија дељења се може узети у обзир. маркетиншка стратегија више од стварног етоса „економије дељења“; на пример, Аирбнб се понекад описује као платформа за појединце да „деле“ додатни простор у својим домовима, али у неким случајевима простор изнајмљује се, не дели. Аирбнб листе такође су често у власништву корпорација за управљање имовином.   Ово је довело до бројних правних изазова, при чему је нека јурисдикција пресудила, на пример, да дељење вожње преко профитних услуга као што је Убер де фацто чини возаче неразлучивим од редовних запослених у компанијама за дељење вожње. Сличан модел који практикује неколико највећих платформи економије дељења, које олакшавају и руководе уговарањем и плаћањима у име својих претплатника, додатно наглашава нагласак на приступу и трансакцијама, а не на дељењу.
Дељење ресурса је познато у пословном сектору (Б2Б), као што је тешка машина у пољопривреди и шумарству, као и у бизнис-потрошачу (Б2Ц), као што је самоуслужно прање веша. Али три главна покретача омогућавају дељење ресурса између потрошача и потрошача (Ц2Ц) за широк спектар нових добара и услуга, као и за нове индустрије. Прво, понашање купаца за многа добра и услуге се мења од власништва до дељења. Друго, друштвене мреже на мрежи и електронска тржишта лакше повезују потрошаче. И треће, мобилни уређаји и електронске услуге чине коришћење заједничких добара и услуга практичнијим.

## Величина и раст

### Америка
Према извештају Министарства трговине Сједињених Држава из јуна 2016. године, квантитативна истраживања о величини и расту економије дељења и даље су ретка. Процене раста могу бити изазовне за процену због различитих и понекад неспецифицираних дефиниција о томе која врста активности се рачуна као трансакције економије дијељења. У извештају се наводи студија ПвЦ-а(међународни бренд професионалних услуга) из 2014. године, која је разматрала пет компоненти економије дељења: путовања, дељење аутомобила, финансије, запошљавање и стримовање. Утврђено је да је глобална потрошња у овим секторима износила око 15 милијарди долара у 2014. години, што је било само око 5% укупне потрошње у тим областима. Извештај је такође предвидео могуће повећање потрошње „економије дељења“ у овим областима на 335 милијарди долара до 2025. године, што би било око 50 одсто укупне потрошње у ових пет области. Студија ПвЦ-а(међународни бренд професионалних услуга) из 2015. показала је да скоро једна петина америчких потрошача учествује у некој врсти активности економије дијељења. Извештај Дајане Фарел и Фионе Грејг из 2017. сугерише да је, барем у САД, раст економије дијељења можда достигао врхунац.

#### Европа
Студија из фебруара 2018. коју су наручили Европска комисија и Генерални директорат за унутрашње тржиште, индустрију, предузетништво и мала и средња предузећа указала је на ниво колаборативног економског развоја између земаља ЕУ-28 у сектору транспорта, смештаја, финансија и вештина на мрежи. Величина економије сарадње у односу на укупну економију ЕУ процењена је на 26,5 милијарди евра у 2016. години. Неки стручњаци предвиђају да би заједничка економија могла додати између 160 и 572 милијарде евра привреди ЕУ у наредним годинама.

#### Кина
У Кини се економија дељења удвостручила 2016. године, достигавши 3,45 трилиона јуана (500 милијарди долара) у обиму трансакција, и очекивало се да ће расти за 40% годишње у просеку у наредних неколико година, према Државном информативном центру земље. У 2017, процењује се да је око 700 милиона људи користило платформе економије дељења.

##### Русија
Према ТИАР Центру и Руској асоцијацији за електронске комуникације, осам кључних вертикала руске економије дељења (продаја Ц2Ц, случајни послови, дијељење аутомобила, заједничко кориштење аутомобила, изнајмљивање смјештаја, заједничке канцеларије, групно финансирање и подела добара) порасло је 30% на 511 милијарди рубаља ( 7,8 милијарди долара) 2018. године.

###### Јапан
Према Јапанском удружењу економије дељења, величина тржишта економије дељења у Јапану у 2020. години била је 2,1004 билиона јена, а фискална 2021. била је 2,4198 билиона јена. Очекује се да ће се повећати на 14,2799 билиона јена у фискалној 2030. За услуге превоза, не постоји услуга попут „Убера“ која омогућава покретање сопствене флоте за дељење вожње у Јапану. То је зато што локални прописи забрањују непрофесионалним возачима да превозе клијенте који плаћају.

## Економски ефекти
Утицај економије приступа у смислу трошкова, плата и запошљавања није лако измерити и чини се да расте. Различите процене показују да је 30-40% америчке радне снаге самозапослени, са скраћеним радним временом, привремено или слободни. Међутим, владини извори нису ефикасно измерили тачан проценат оних који обављају краткорочне задатке или пројекте преко технолошких платформи од 2015. У САД, једно истраживање приватне индустрије показало је да је број „независних радника са пуним радним временом“ у 2015. износио 17,8 милиона, што је отприлике исто као и 2014. Друго истраживање проценило је да је број радника који обављају барем неке слободне послове на 53,7 милиона у 2015. , отприлике 34% радне снаге и незнатно више у односу на 2014.
Економисти Лавренце Ф. Катз и Алан Б. Круегер написали су у марту 2016. да постоји тренд ка већем броју радника у алтернативним (са скраћеним радним временом или уговором) радним аранжманима, а не са пуним радним временом; проценат радника у таквим аранжманима порастао је са 10,1% у 2005. на 15,8% крајем 2015. Катз и Круегер су дефинисали алтернативне радне аранжмане као „раднике у агенцијама за привремену помоћ, раднике на позив, раднике у компанијама по уговору и независне извођаче или слободњаке „. Такође су проценили да око 0,5% свих радника идентификује купце преко онлајн посредника; ово је било у складу са две друге студије које су процениле износ на 0,4% и 0,6%.
На нивоу појединачне трансакције, уклањање вишег пословног посредника (рецимо такси компаније) са технолошком платформом са нижим трошковима помаже у смањењу трошкова трансакције за купца, истовремено пружајући могућност додатним добављачима да се такмиче за посао, даље смањење трошкова. Потрошачи тада могу да троше више на друга добра и услуге, стимулишући потражњу и производњу у другим деловима привреде. Класична економија тврди да иновације које снижавају цену робе и услуга представљају укупну нето економску корист. Међутим, као и многе нове технологије и пословне иновације, овај тренд ремети постојеће пословне моделе и представља изазове за владе и регулаторе.
На пример, да ли компаније које пружају технолошку платформу треба да буду одговорне за поступке добављача у њиховој мрежи? Да ли особе у њиховој мрежи треба да се третирају као запослени, који примају бенефиције као што су здравствена заштита и пензиони планови? Ако потрошачи имају тенденцију да буду особе са вишим приходима, док су добављачи особе са нижим приходима, да ли ће нижи трошкови услуга (а самим тим нижа накнада добављачима) погоршати неједнакост прихода? Ово су међу многим питањима која поставља економија на захтев.

#### Управљање трошковима и буџетирање од стране провајдера
Компаније за дељење вожње утицале су на загушење саобраћаја, а Аирбнб је утицао на доступност станова. Према аналитичару саобраћаја Чарлсу Команофу, „загушења изазвана Убером смањила су брзину саобраћаја у центру Менхетна за око 8 процената“.

#### Ефекти на криминал и парнице
У зависности од структуре правног система земље, компаније укључене у економију дељења могу померити законску област у случајевима у којима су спорни случајеви који укључују деоничаре. Технологија (као што су алгоритамске контроле) која повезује учеснике такође омогућава развој политика и стандарда услуге. Компаније могу да делују као 'чувари' своје базе купаца праћењем понашања својих запослених. На пример, Убер и Лифт могу пратити понашање својих запослених у вожњи, локацију и пружити хитну помоћ. Неколико студија је показало да у Сједињеним Државама економија дељења реструктурира начин на који се решавају правни спорови и ко се сматра жртвама потенцијалног криминала.
У грађанском праву Сједињених Држава, спор се води између две особе, при чему се одређује која је особа (ако постоји) жртва друге стране. Кривични закон САД-а разматра радње криминалца који „жртвује“ државни или савезни закон (законе) кршењем наведених закона. У случајевима кривичног права, државни суд кажњава починиоца да би правну жртву (владу) учинио целом, али ниједна цивилна жртва не мора нужно да добије реституцију од државе. У случајевима грађанског права, директна жртва, а не држава, прима компензациону реституцију, таксе или новчане казне. Иако је могуће да се обе врсте закона примењују на случај, додатни уговори створени у споразумима о економији деле стварају могућност да се више случајева класификује као грађанскоправни спорови. Када је економија дељења директно укључена, жртва је појединац, а не држава. То значи да је већа вероватноћа да ће цивилна жртва злочина добити надокнаду на основу грађанскоправног поступка у економији дељења него у кривично-правном преседану. Увођење грађанскоправних предмета има потенцијал да повећа способност жртава да се оздраве, пошто законска промена помера подстицаје потрошача ка акцији.

## Предности

#### Додатне флексибилне могућности за посао као радници на свиркама
Слободни рад подразумева боље могућности за запошљавање, као и већу флексибилност за раднике, јер људи имају могућност да бирају време и место свог рада. Као слободни радници, људи могу планирати своје постојеће распореде и одржавати више послова ако је потребно. Докази о привлачности овој врсти посла могу се видети из анкете из 2015. коју је спровела Унија фриленсера, која је показала да је око 34% становништва САД било укључено у слободни рад.
Слободни рад такође може бити од користи за мала предузећа. Током својих раних развојних фаза, многа мала предузећа не могу себи приуштити или им нису потребна одељења са пуним радним временом, већ им је потребан специјализован рад за одређени пројекат или за кратак временски период. Са слободним радницима који нуде своје услуге у економији дељења, фирме су у могућности да уштеде новац на дугорочним трошковима рада и повећају маргинални приход од свог пословања. Ова врста посла може се видети из анкете коју је спровела Унија слободњака из 2015. године, а која је показала да је око 34% становништва САД било укључено у слободни рад.
Економија дељења омогућава радницима да сами одреде своје радно време. Возач Убера објашњава: „флексибилност се протеже далеко изван сати које одаберете да радите у било којој недељи. Пошто не морате да се обавезујете, лако можете узети слободно време и за велике тренутке у свом животу , као што су одмори, венчање, рођење детета и још много тога." Радници су у могућности да прихвате или одбију додатни посао на основу својих потреба док користе робу коју већ поседују да зараде новац. Обезбеђује повећану флексибилност радног времена и плата за независне извођаче економије дељења.
У зависности од распореда и ресурса, радници могу да пружају услуге у више области у различитим компанијама. Ово омогућава радницима да се преселе и наставе да зарађују. Такође, рад у таквим компанијама значајно се снижавају трансакциони трошкови везани за лиценце за рад. На пример, у Њујорку, таксисти морају да имају специјалну возачку дозволу и да прођу обуку и проверу прошлости, док Уберови извођачи могу да понуде „своје услуге за нешто више од провере прошлости“.
Проценат старијих особа у радној снази порастао је са 20,7% у 2009. на 23,1% у 2015. години, што се делом приписује додатном запошљавању као радници на свиркама.

#### Транспарентни и отворени подаци повећавају иновативност
Уобичајена премиса је да када се информације о роби деле (обично преко онлајн тржишта), вредност те робе може да порасте за пословање, за појединце, за заједницу и за друштво уопште.
Многе државне, локалне и савезне владе су ангажоване у иницијативама и пројектима отворених података као што је дата.гов. Теорија отвореног или „транспарентног“ приступа информацијама омогућава већу иновацију, омогућава ефикасније коришћење производа и услуга, а самим тим и подршку отпорним заједницама.

##### Смањење неискоришћене вредности
Неискоришћена вредност се односи на време током којег производи, услуге и таленти не раде. Ово време мировања је изгубљена вредност коју пословни модели и организације засноване на дељењу могу потенцијално да искористе. Класичан пример је да је просечан аутомобил неискоришћен 95% времена. Ова изгубљена вредност може бити значајан ресурс, а самим тим и прилика за дељење решења економичних аутомобила. Постоји и значајна неискоришћена вредност у „протраћеном времену“, како је то артикулисао Клеј Ширки у својој анализи моћи гомиле повезаних информационом технологијом. Многи људи имају неискоришћене капацитете током свог дана. Са друштвеним медијима и информатичком технологијом, такви људи могу донирати мале комадиће времена како би се побринули за једноставне задатке које други требају да ураде.
Кристофер Купман, аутор студије економиста са Универзитета Џорџ Мејсон из 2015. године, рекао је да економија дељења „омогућава људима да узму неискоришћени капитал и претворе га у изворе прихода“. Он је изјавио: "Људи узимају резервне спаваће собе, аутомобиле, алате које не користе и постају сопствени предузетници."
Арун Сундарарајан, економиста Универзитета у Њујорку који проучава економију дељења, рекао је на саслушању у Конгресу да ће „ова транзиција имати позитиван утицај на економски раст и благостање, стимулисањем нове потрошње, повећањем продуктивности и катализом индивидуалних иновација и предузетништва“ .

##### Ниже цене због повећане конкуренције и поновне употребе артикала
Независна студија података коју је спровео Бусбуд 2016. упоредила је просечну цену хотелских соба са просечном ценом Аирбнб огласа у тринаест већих градова у Сједињеним Државама. Истраживање је закључило да су у девет од тринаест градова Аирбнб цене биле ниже од хотелских цена за просечну цену од 34,56 долара. Даља студија коју је спровео Бусбуд упоредила је просечну цену хотела са просечном стопом Аирбнб-а у осам великих европских градова. Истраживање је закључило да су цене Аирбнб-а биле ниже од цена хотела у шест од осам градова за фактор од 72 долара. Подаци из одвојене студије показују да је уласком Аирбнб-а на тржиште у Остину, тексашки хотели морали да снизе цене за 6 процената како би ишли укорак са нижим ценама Аирбнб-а.

#### Environmental benefits
Економија дељења смањује негативне утицаје на животну средину тако што смањује количину робе која је потребна за производњу, смањујући загађење индустрије (као што је смањење угљичног отиска и укупне потрошње ресурса).
Економија дељења омогућава поновну употребу и пренамену већ постојећих добара. Према овом пословном моделу, приватни власници деле имовину коју већ поседују када се не користе.
Економија дељења убрзава одрживе обрасце потрошње и производње.

##### Приступ роби без потребе за куповином
Економија дељења омогућава људима приступ добрима који си не могу приуштити или немају интереса да их купе.

#### Повећање квалитета производа и услуга
Економија дељења омогућава повећање квалитета услуге кроз системе оцењивања које пружају компаније укључене у економију дељења. Такође олакшава повећање квалитета услуга које пружају постојеће фирме које раде на томе да буду у корак са фирмама за дељење као што су Убер и Лифт.

#### Друге погодности
Студија преглед европске економске политике наводи да економија дељења има потенцијал да донесе многе користи за економију, уз напомену да то претпоставља да успех услуга економије дељења одражава њихове пословне моделе, а не 'регулаторну арбитражу' од избегавање регулативе која утиче на традиционалне послове.
Додатне погодности укључују:
- Јачање заједница[72]
- Повећана независност, флексибилност и самопоуздање децентрализацијом, укидањем монетарних баријера за улазак и самоорганизацијом.[73]
- Повећана партиципативна демократија.[74]
- Максимална корист за продавце и купце: Омогућава корисницима да побољшају животни стандард елиминишући емоционални, физички и друштвени терет власништва. Без потребе за одржавањем великог залиха, губици мртвих терета су смањени, цене се одржавају на ниском нивоу, а истовремено остају конкурентне на тржиштима.[16]
- Отварају се нова радна места и купују производи, пошто људи набављају ствари као што су аутомобили или станови које ће користити у активностима економије дељења.[7]

## Критика
Оксфордски интернет институт, економски географ, Грејем је тврдио да кључни делови економије дељења намећу радницима нову равнотежу моћи. Окупљањем радника у земљама са ниским и високим дохотком, платформе за економију концерата које нису географски ограничене могу довести до 'трке до дна' за раднике.

#### Веза са губитком посла
Њу Јорк Магазин пише да је економија дељења успела великим делом зато што је реална економија била у тешком стању. Конкретно, према мишљењу часописа, економија дељења успева због депресивног тржишта рада, на којем „многи људи покушавају да попуне рупе у својим приходима монетизирајући своје ствари и свој рад на креативне начине“, а у многим случајевима људи придруже се економији дељења јер су недавно изгубили посао са пуним радним временом, укључујући неколико случајева где је структура цена у економији дељења можда учинила њихове старе послове мање профитабилним (нпр. таксисти са пуним радним временом који су можда прешли на Лифт или Убер). Часопис пише да „у скоро сваком случају, оно што приморава људе да отворе своје домове и аутомобиле потпуним странцима је новац, а не поверење... Алати који помажу људима да верују у љубазност странаца можда гурају неодлучне учеснике у економији дељења. преко прага усвајања. Али оно што их доводи до прага на првом месту је оштећена економија и штетна јавна политика која је приморала милионе људи да траже чудне послове за издржавање."
Уберов „храбри план за замену људских возача“ може повећати губитак посла јер ће чак и самостална вожња бити замењена аутоматизацијом.
Међутим, у извештају објављеном у јануару 2017. године, Карл Бенедикт Фреј је открио да, иако увођење Убера није довело до губитка послова, већ је изазвало смањење прихода постојећих таксиста за скоро 10%. Фреј је открио да су „економија дељења“, а посебно Убер, имали значајан негативан утицај на плате радника.
Неки људи верују да је Светска економска криза довела до експанзије економије дељења јер је губитак радних места појачао жељу за привременим радом, што преовлађује у економији дељења. Међутим, постоје недостаци за радника када компаније користе запослење засновано на уговору, „предност за посао коришћења таквих нередовних радника је очигледна може драматично смањити трошкове рада, често за 30 процената, пошто није одговорна за здравствене бенефиције, социјално осигурање, незапосленост или обештећење за повређене раднике, плаћено боловање или годишњи одмор и друго. Радници по уговору, којима је забрањено да оснивају синдикате и немају жалбени поступак, могу бити отпуштени без обавештења".

#### Третман радника као независних уговарача а не запослених
Постоји дебата о статусу радника у економији дељења; да ли их треба третирати као самосталне извођаче или као запослене у предузећима. Чини се да је ово питање најрелевантније међу компанијама економије дељења као што је Убер. Разлог зашто је ово постало тако велики проблем је тај што се ове две врсте радника третирају веома различито. Радницима по уговору нису загарантоване никакве бенефиције и плате могу бити испод просека. Међутим, ако су запослени, добијају приступ бенефицијама и плата је генерално већа. Ово је описано као „пребацивање обавеза и одговорности” на раднике, уз ускраћивање традиционалне сигурности посла.  Тврдило се да овај тренд заправо „укида досадашња достигнућа синдиката у њиховој борби да обезбеде основне међусобне обавезе у односима радник-послодавац“.
У Уберланду: Како алгоритми преписују правила рада, технолошки етнограф Алекс Розенблат тврди да Уберово оклевање да своје возаче класификује као „запослене“ лишава их њихове агенције као радне снаге компаније која ствара приходе, што доводи до ниже надокнаде и, у неким случајевима, ризикујући њихову безбедност. Конкретно, Розенблатова критикује Уберов систем оцењивања, за који она тврди да подиже путнике до улоге „средњег менаџера“ без пружања возачима шансе да оспоравају лоше оцене. Росенблат напомиње да лоше оцене или било који други број неодређених повреда понашања могу довести до „деактивације“ возача Убера, што је резултат који Росенблат упоређује са отпуштањем без обавештења или наведеног разлога. Тужиоци су користили Уберову непрозирну политику отпуштања као доказ о погрешној класификацији радника на црно; Шенон Лис-Риордан, адвокат који води групну тужбу против компаније, тврди да је „способност пуцања по вољи важан фактор у показивању да су радници компаније запослени, а не независни уговарачи“.
Комисија за јавна комунална предузећа Калифорније поднела је случај, касније решен ван суда, који се „решава на исто основно питање које се види у контроверзи радника по уговору – да ли нови начини рада у моделу економије дељења треба да буду подвргнути истим прописима који регулишу традиционална предузећа „. Као и Убер, Инстакарт се суочио са сличним тужбама. Против Инстакарта је 2015. године поднета тужба да је компанија погрешно класификовала особу која купује и испоручује намирнице као самосталног извођача. Инстакарт је на крају морао све такве људе да учини запосленима на пола радног времена и морао је да омогући бенефиције као што је здравствено осигурање онима који су се квалификовали. То је довело до тога да Инстакарт има хиљаде запослених преко ноћи од нуле.
Чланак економиста са Универзитета Џорџ Мејсон из 2015. тврди да су многи прописи који се заобилазе пословањем са економијом дељења ексклузивне привилегије за које лобирају интересне групе. Радницима и предузетницима који нису повезани са интересним групама које се баве овим понашањем тражења ренте, стога је ограничен улазак на тржиште. На пример, такси синдикати који лобирају код градске управе да ограничи број таксија дозвољених на путу спречавају већи број возача да уђу на тржиште.
Исто истраживање открива да иако радницима у економији приступа недостаје заштита која постоји у традиционалној економији, многи од њих заправо не могу да нађу посао у традиционалној економији. У том смислу, они користе могућности које традиционални регулаторни оквир није могао да им пружи. Како економија дијељења расте, владе на свим нивоима поново процјењују како да прилагоде своје регулаторне шеме како би се прилагодиле овим радницима.
Међутим, истраживање о паду Убера у Турској из 2021. године, које је спроведено са садржајем који су генерисали корисници из коментара на ТрипАдвисору и Јутјуб видео снимака у вези са употребом Убера у Истанбулу, открива да су главни разлози због којих људи користе Убер то што су возачи независни , они имају тенденцију да се према купцима опходе на љубазнији начин од редовних таксиста и да је много јефтиније користити Убер. Међутим, турски таксисти тврде да је Уберово пословање у Турској незаконито јер независни возачи не плаћају влади накнаду за радну дозволу коју таксисти морају да плате. Њихови напори су довели до забране Убера у Турској од стране турске владе у октобру 2019. Након што је био недоступан отприлике две године, Убер је на крају поново постао доступан у Турској у јануару 2021.

#### Бенефиције се не акумулирају равномерно
Андрев Леонард, Јевгениј Морозов, критиковао је профитни сектор економије дељења, пишући да предузећа економије дељења „извлаче“ профит из свог датог сектора „успешно [управљајући] око постојећих трошкова пословања“ – пореза, прописи и осигурање. Слично томе, у контексту онлајн слободних тржишта, постојала је забринутост да би економија дељења могла да доведе до „трке до дна“ у погледу плата и бенефиција: пошто милиони нових радника из земаља са ниским приходима долазе на интернет.
Сузи Кејгл је написала да предности које велики играчи економије дељења могу да остваре за себе „нису баш“ и да економија дељења „не гради поверење“ јер тамо где гради нове везе, често „пресликава старе обрасце привилегованих приступ за једне, а ускраћивање за друге“. Вилијам Алден је написао да би „такозвана економија дељења требало да понуди нову врсту капитализма, ону у којој обични људи, уз ефикасне онлајн платформе, могу да претворе своју заосталу имовину у машине за готовину... Али реалност је да ова тржишта такође имају тенденцију да привуку класу професионалних оператера са добрим способностима, који надмашују аматере баш као и остатак привреде“.
Локална економска корист од економије дељења надокнађена је њеним тренутним обликом, а то је да огромне технолошке компаније у многим случајевима убиру велики профит. На пример, Убер, за који се процењује да вреди 50 милијарди долара од средине 2015. године, узима до 30% провизије од бруто прихода својих возача, остављајући многе возаче да зарађују мање од минималне плате. Ово подсећа на врхунску државу Рентијеа „која све или значајан део својих националних прихода извлачи из ренте домаћих ресурса спољним клијентима“.

##### Друга питања
- Компаније као што су Аирбнб и Убер не деле податке о репутацији. Понашање појединца на било којој платформи се не преноси на друге платформе. Ова фрагментација има неке негативне последице, као што су Аирбнб сквотери који су претходно преварили кориснике Кицкстартера за 40.000 долара.[104] Дељење података између ових платформи могло је да спречи понављање инцидента. Бизнис инсајдер сматра да је, пошто је економија дељења у повоју, то прихваћено. Међутим, како индустрија буде сазревала, ово ће морати да се промени.[105]
- Гиана Ецкхардт и Флеура Бардхи кажу да економија приступа промовише и даје приоритет јефтиним картама и ниским трошковима, а не личним односима, што је повезано са сличним проблемима у масовној подршци. На пример, потрошачи имају сличне користи од Зипцар-а као и од хотела. У овом примеру, примарна брига је ниска цена. Због тога се „економија дељења“ можда не односи на дељење, већ на приступ. Гиана Ецкхардт и Флеура Бардхи кажу да је економија "дељења" научила људе да дају предност јефтином и лаком приступу у односу на међуљудску комуникацију, а вредност напора за те интеракције се смањила.[106]
- Kонцентрација моћи може довести до неетичке пословне праксе. Коришћењем софтвера под називом 'Греибал', Убер је успео да отежа регулаторним службеницима да користе апликацију. Још једна шема коју је наводно имплементирао Убер укључује коришћење његове апликације за приказивање 'фантомских' аутомобила у близини потрошачима у апликацији, што имплицира краће време преузимања него што се заправо могло очекивати. Убер је одбацио оптужбе.[107]
- Прописи који покривају традиционалне такси компаније, али не и компаније за дељење вожње, могу да доведу таксије у неповољан положај. Убер се суочио са критикама таксиста широм света због повећане конкуренције. Убер је такође забрањен у неколико јурисдикција због непоштовања закона о лиценцирању.[108]
- Услуга дељења кишобрана покренута је у 11 градова широм Кине 2017. године и изгубила је скоро свих 300.000 кишобрана постављених у сврхе дељења током првих неколико недеља.
- Третман радника/Недостатак бенефиција за запослене.[109][110] Пошто се компаније са приступном економијом ослањају на независне уговараче, не нуди им се иста заштита као заштита запослених са пуним радним временом у смислу компензације радника, пензионих планова, боловања и незапослености. Ова дебата је довела до тога да Убер мора да уклони своје присуство на неколико локација као што је Аљаска. Убер је изазвао велику контроверзу на Аљасци, јер ако се Убер возачи сматрају регистрованим таксистима, то би значило да би имали право на осигурање одштете радника. Међутим, када би се сматрали независним уговарачима, не би имали исте погодности. Због свих спорова, Убер је повукао услуге са Аљаске. Поред тога, статус возача који дели вожњу и даље је двосмислен када су у питању правна питања. У новогодишњој ноћи 2013. возач Убера који није био на дужности убио је пешака док је тражио возача. Пошто се возач сматрао извођачем радова, Убер неће надокнадити штету породици жртве. У уговору се наводи да је услуга одговарајућа платформа и „компанија не пружа услуге превоза, и нема никакву одговорност за услуге које пружају трећа лица.[111]
- Неслагања у квалитету: Пошто се компаније са економском приступом ослањају на независне раднике, квалитет услуге може да се разликује између различитих појединачних провајдера на истој платформи. Године 2015, Стивен Хил из Фондације Нове Америке навео је своје искуство када се пријавио да постане домаћин на Аирбнб-у, једноставно као што је отпремање неколико фотографија на веб локацију „и у року од 15 минута моје место је било „живо“ као изнајмљено на Аирбнб-у. Без провере позадине , нема верификације моје личне карте, нема потврђивања мојих личних података, нема питања. Чак ни било каквог контакта са правим човеком из њиховог тима за поверење и безбедност. Ништа." Међутим, због модела репутације, купцима се даје рецензирана оцена провајдера и даје им се избор да ли да наставе са трансакцијом.[112]
- Неадекватне гаранције одговорности: Иако неке компаније нуде гаранције одговорности као што је Аирбнб-ова „Гаранција домаћина“ која обећава да ће платити до 1 милион штете, изузетно је тешко доказати кривицу.[113]
- Власништво и употреба: Економија приступа замагљује разлику између власништва и коришћења, што омогућава злоупотребу или занемаривање политика одсуства ставки.
- Замена малих локалних компанија великим међународним технолошким компанијама. На пример, такси компаније су обично у локалном власништву и њима управљају, док је Убер са седиштем у Калифорнији. Стога, профит такси компанија обично остаје локални, док неки део профита економије приступа излази из локалне заједнице.

## Примери
| Agriculture - Garden sharing - Heifer International - Seed swap Finance - Crowdfunding - Peer-to-peer banking - Peer-to-peer lending - Virtual economy Food - Cafeteria - Food bank - Social dining Travel - ToursByLocals - Click and Boat - Boatsetter Real estate - Airbnb - Co-housing - Coliving - Collaborative workspace - CouchSurfing - Emergencybnb - Home exchange - Renting - HomeAway - Vacasa - Swimply | Labor - Expert network - Open Innovation - Open source product development - Coworking - Freelance marketplace - LETS - Time banks - Upwork Property - Bartering - Book swapping - Borrowing center - Clothes swapping - Fractional ownership - Give-away shop - Library of things - Timeshare - Toy library Transportation - Bicycle-sharing system - Carpool - Carsharing and peer-to-peer carsharing - Flight sharing - Lyft - Mobike - Share taxi - Ridesharing company - Uber - Vanpool - Zipcar | Governance - Government by algorithm Business - Product service system Technology - Cloud computing - GNU Project - Open-source software - Volunteer computing - WiFi Master Key Digital rights - Copyleft - Free art license - Open content Other - Club theory - GreenPal - Wikimedia movement - Wikipedia |

## Принципи регулације у економији дељења
Да би се пожњеле стварне користи од економије дељења и на неки начин решила нека питања која се врте око ње, постоји велика потреба да влада и креатори политике створе „прави оквир за омогућавање заснован на скупу водећих принципа“ које предлаже Светски економски форум. Ови принципи су изведени из анализе глобалног креирања политике и консултација са стручњацима. Следи седам принципа за регулацију у економији дељења.
1. Први принцип је стварање простора за иновације. То подразумева да „владе треба да обезбеде првобитно охрабрујуће окружење, а истовремено изграде неопходну инфраструктуру која ће омогућити развој центара за иновације“.
2. Други принцип је да економија дељења треба да буде усредсређена на људе. То значи да политике треба да буду фокусиране на „повећање општег благостања становништва“ као и на „побољшање квалитета живота“.
3. Трећи принцип је проактиван приступ. То значи да „нови пословни модели морају да се уведу у мејнстрим и да владе морају да направе јасне оквире који минимизирају неизвесност“.
4. Четврти принцип је процена целокупног регулаторног система, што значи да би требало укинути административна оптерећења постојећих система како би се омогућио једнак ниво приступа свим актерима у мрежи.
5. Пети принцип је влада вођена подацима. Пошто се већина економије дијељења ослања на употребу дигиталних платформи, подаци се могу лако прикупљати, анализирати и дијелити што може унаприједити урбано окружење кроз јавно-приватна партнерства.
6. Шести принцип говори о флексибилном управљању где актери треба да размотре природу технологије која се брзо развија. Ово захтева континуирани дијалог са кључним актерима, како би сви интереси и права били додатно заштићени и заштићени.
7. Последњи принцип је заједничка регулатива у којој сви актери треба да буду укључени у регулаторне расправе као иу спровођење политике.